# Jusuf Dijab
Jusuf Abd Allah Dijab (arab.: يوسف عبدالله دياب, hebr.: יוסף דיאב, ang.: Yussef Diab, ur. 1917 w Tamrze, zm. 18 lutego 1984) – izraelski polityk narodowości arabskiej, w latach 1959–1961 poseł do Knesetu z listy partii Współpraca i Braterstwo.
W wyborach parlamentarnych w 1959 po raz pierwszy i jedyny dostał się do izraelskiego parlamentu z listy partii Współpraca i Braterstwo – ugrupowania izraelskich Arabów stowarzyszonego z Mapai powstałego specjalnie na te wybory. Oprócz Abu Rukna posłem z listy ugrupowania został także Labib Husajn Abu Rukn. W Knesecie czwartej kadencji zasiadał w komisji spraw gospodarczych. W przedterminowych wyborach w 1961 nie uzyskał reelekcji.